# 瑪格麗特·愛特伍
瑪格麗特·愛特伍，CC OOnt CH FRSC（1939年11月18日—），加拿大詩人、小說家、文学评论家、作家、教師、環境保護倡議者與發明家。自1961年開始，陸續出版了18本詩集、18本小說、11本非小說類書籍、9本短篇小說集、8本兒童讀物、2本圖畫小說以及一些獨立出版的詩集與小說。其作品屢次獲得許多重大獎項的肯定，包含：兩次布克獎、亞瑟·克拉克獎、加拿大總督獎、卡夫卡獎、阿斯圖里亞斯女親王獎以及美國國家書評人協會獎。多項作品被改編成電影及電視劇。
阿特伍德的作品涵蓋了多種主題，包括性別和身份、宗教和神話、語言的力量、氣候變遷和「強權政治」。 她的許多詩歌都受到神話和童話的啟發，她從很小的時候就對這些故事很感興趣。 
阿特伍德是格里芬詩歌獎和加拿大作家信託基金的創始人。她也是多倫多梅西學院的高級研究員。她是LongPen設備及其相關技術的發明者，這些技術可以實現遠端機器人文件書寫。

## 生平

### 早年经历
阿特伍德生於渥太華，由于她父亲在森林昆虫学方面的研究，阿特伍德的童年大部分时间是在魁北克省北部的后山长大，并在渥太华、苏圣玛丽和多伦多之间来回旅行。她直到12岁才上全日制学校。成为了一个贪婪的文学读者，喜欢戴尔口袋书的神秘故事、格林童话、加拿大动物故事和漫画书。她在多伦多的利赛德高中上学，并于1957年毕业。阿特伍德在6岁时开始写剧本和诗歌。
小时候，她还参加了加拿大女童子军的布朗尼计划。阿特伍德在她的一些出版物中写到了她在女童军中的经历。阿特伍德在16岁时意识到她想进行专业写作。
1957年，她开始在多伦多大学维多利亚学院学习，在那里她在学院文学杂志《Acta Victoriana》上发表了诗歌和文章，并参加了大二的传统戏剧《Bob Comedy Revue》。她的教授包括诺思洛普·弗莱。她于1961年毕业，获得英语（荣誉）文学士学位，辅修哲学和法语。
1961年，阿特伍德开始在哈佛大学拉德克利夫学院攻读研究生，并获得伍德罗·威尔逊奖学金。1962年，她从拉德克利夫获得硕士学位（MA），并攻读了两年的博士学位，但没有完成她的论文《英国形而上学的浪漫》。

### 二十世纪
阿特伍德的第一本诗集《双珀耳塞福涅》于1961年由鹰头出版社以小册子的形式出版，赢得了E.J.普拉特奖章。在继续写作的同时，阿特伍德于1964至1965年在温哥华不列颠哥伦比亚大学担任英语讲师，1967至1968年在蒙特利尔的乔治·威廉姆斯爵士大学担任英语讲师，并于1969至1970年在阿尔伯塔大学任教。1966年，《圆圈游戏》出版，赢得了总督奖。阿特伍德的第一部小说《可以吃的女人》于1969年出版。作为对北美消费主义的社会讽刺，许多评论家经常把这部小说作为在阿特伍德许多作品中发现的女权主义关注的早期例子。
1971年至1972年，阿特伍德在多伦多约克大学任教，1972/1973学年在多伦多大学担任驻校作家。阿特伍德在七零年代出版了六本诗集和三部小说——《浮现》、《女祭司》以及《人类以前的生活》，后者曾入围总督奖。这些小说探讨身份和性别的社会结构，因为它们与民族和性政治等话题有关。特别是《浮现》，以及她的第一本非虚构专著《生存：加拿大文学主题指南》（1972年），帮助阿特伍德成为加拿大文学中一个重要的新兴声音。1977年，阿特伍德出版了她的第一本短篇小说集《跳舞的女孩》，获得了圣劳伦斯小说奖和加拿大期刊发行商的短篇小说奖。到1976年，人们对阿特伍德、她的作品和她的生活产生了浓厚的兴趣，《麦克林》杂志宣布她是 "加拿大最爱说闲话的作家"。
阿特伍德的文学声誉在20世纪80年代继续上升，出版了《肉身伤害》（1981年）；《使女的故事》（1985年），获得亚瑟·克拉克奖和1985年总督奖，並入围1986年布克奖；以及《猫眼》（1988年），同时入围1988年总督奖和1989年布克奖。尽管阿特伍德不喜欢文学标签，但她后来承认将《使女的故事》称为科幻作品，或者更准确地说，是推想小说。正如她多次指出的那样，"书中的一切在现实生活中都有先例可循。我决定不放任何别人没有做过的东西。"
虽然评论家和批评家都想在阿特伍德的作品中读到她生活中的自传性元素，特别是《猫眼》，总的来说，阿特伍德抵制批评家在他们的作品中过于仔细地阅读作家的生活的愿望。电影导演迈克尔·鲁博的《玛格丽特·阿特伍德：8月的一次》详细介绍了导演在发掘阿特伍德作品中的自传性证据和灵感时的挫败感。
在20世纪80年代，阿特伍德继续教书，1985年担任塔斯卡卢萨的阿拉巴马大学的MFA荣誉主席；1986年担任纽约大学的英语教授；1987年担任澳大利亚麦考瑞大学的驻校作家；1989年担任德克萨斯州圣安东尼奥的三一大学的驻校作家。关于她的教学工作，她曾指出："对我来说，成功意味着不再需要在大学里教书"。
90年代阿特伍德作为作家的声誉继续增长，出版了小说《强盗新娘》（1993年），该书入围1994年总督奖并入围小詹姆斯·蒂普特里奖。尽管在背景和形式上有很大不同，但这两部小说都通过对女性恶棍的描写，用女性角色来质疑善恶和道德。正如阿特伍德在谈到《强盗新娘》时指出的那样，"我不是在为邪恶的行为辩护，除非你有一些女性角色被描绘成邪恶的角色，否则你就没有发挥全面的作用。"《强盗新娘》发生在当代多伦多，而《别名格蕾丝》是一部历史小说作品，详细描述了1843年托马斯·金尼尔和他的管家南希·蒙哥马利的谋杀。阿特伍德之前写过1974年加拿大广播公司的电视电影《女仆》，讲述了格蕾丝·马克斯的生活，这位年轻的仆人和詹姆斯·麦克德莫特一起被定罪。 阿特伍德继续她的诗歌贡献，于1999年为妇女文学杂志《Kalliope》出版了《蛇女》。

### 二十一世纪

#### 小说
2000年，阿特伍德出版了她的第十部小说《盲眼刺客》，受到好评，赢得了2000年的布克奖和哈米特奖。《盲眼刺客》还被提名2000年的总督奖，百利女性小说奖，以及2002年的国际都柏林文学奖。2001年，阿特伍德入选了加拿大的星光大道。
阿特伍德在这一成功之后，于2003年出版了《末世男女》，这是一个系列的第一部小说，还包括《洪荒年代》（2009年）和《疯狂的亚当》（2013年），这些作品统称为疯狂的亚当三部曲。三部曲中的世界末日景象涉及基因改造、制药和企业控制以及人为灾难等主题。2005年，阿特伍德出版了长篇小说《珀涅罗珀记》。这个故事从珀涅罗珀和原故事结尾处被谋杀的12名女仆的合唱团的角度重述了《奥德赛》。2007年，《珀涅罗珀记》被安排在剧院演出。
2016年，阿特伍德出版了小说《女巫的子孙》，是对莎士比亚《暴风雨》的现代重述，作为企鹅兰登书屋《霍加斯·莎士比亚》系列的一部分。
2018年11月28日，阿特伍德宣布她将于2019年9月出版《使女的故事》的续集《证言》。这部小说有三个女性叙述者，故事发生在《使女的故事》最后一幕的15年后。该书于2019年10月14日被宣布为2019年布克奖的联合获奖者。

#### 非虚构

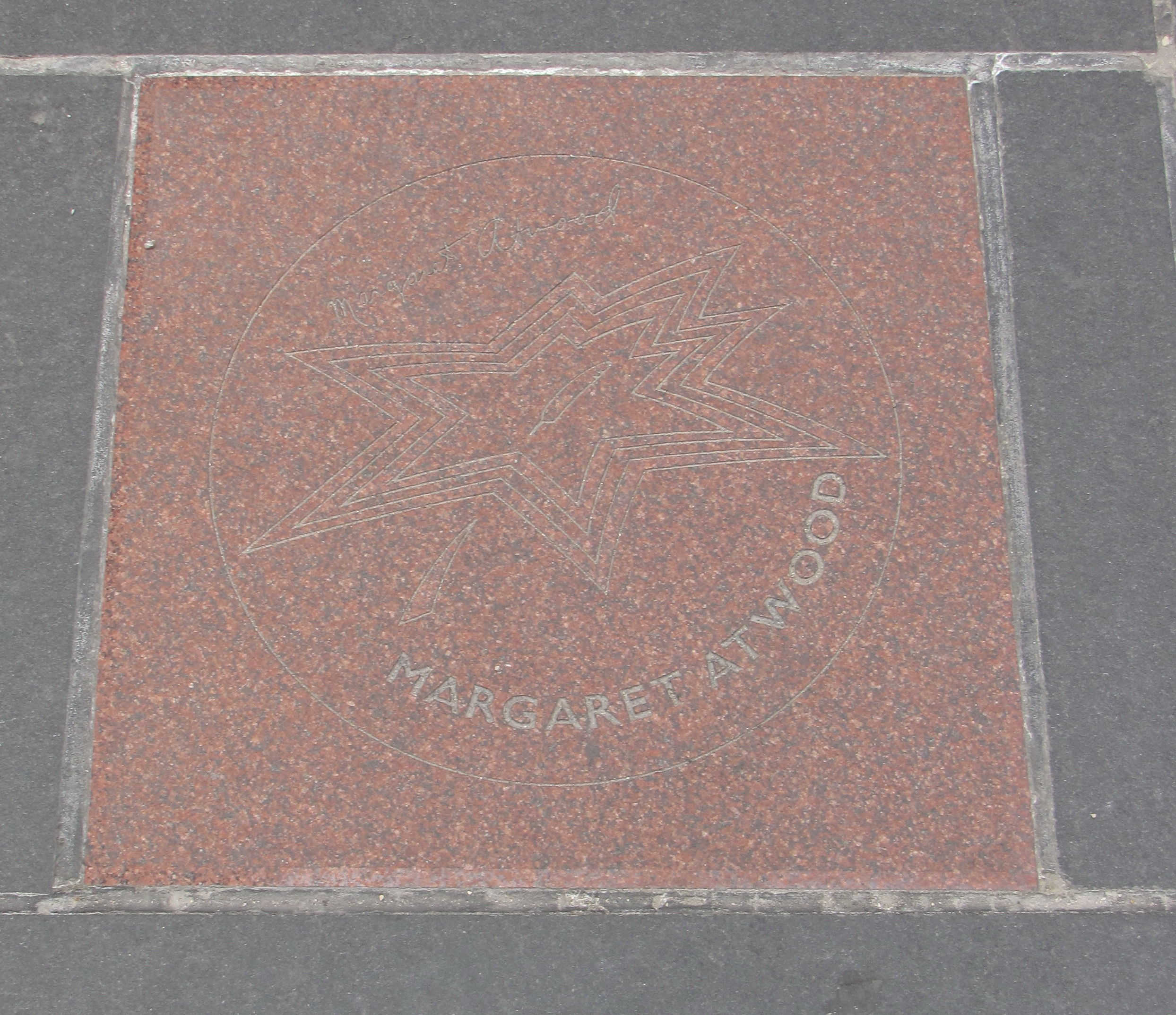
加拿大星光大道上的玛格丽特·阿特伍德之星

2008年，阿特伍德出版了《偿还：债务和财富的阴暗面》，是2008年10月12日至11月1日作为梅西讲座的一部分而发表的五个演讲的合集。该书的发行是为了记录这些讲座，这些讲座也被录制下来并在加拿大广播公司第一台的《思想》节目中播放。

#### 歌剧
2008年3月，阿特伍德接受了一个室内歌剧的委托。由温哥华城市歌剧院委托，《宝琳》以1913年3月加拿大作家和表演者宝琳·约翰逊生命的最后几天为背景。《宝琳》由托宾·斯托克斯作曲，阿特伍德作词，于2014年5月23日在温哥华的约克剧院首演。

#### 诗歌
2020年11月，阿特伍德出版了《亲爱的》（Dearly），这是一本探讨缺席与结束、衰老与回顾、礼物与更新的诗集。中心诗《亲爱的》也在《卫报》上发表，同时发表的还有一篇探讨时间的流逝、悲伤以及诗如何属于读者的文章；这篇文章还附有阿特伍德在该报网站上朗读这首诗的录音。

#### 未来图书馆项目
阿特伍德凭借她的《Scribbler Moon》成为未来图书馆项目的第一个贡献者。该作品于2015年完成，同年5月27日被隆重移交给该项目。该书将由该项目保管，直到2114年最终出版。她认为读者可能需要一位古人类学家来翻译她故事的某些部分。 在接受《卫报》采访时，阿特伍德说："它是一种神奇的东西。这就像睡美人。这些文本要沉睡100年，然后它们会醒来，再次出现在人们面前。这是一个童话般的时间长度。她睡了100年"。

#### 发明长笔
2004年初，阿特伍德在丹佛为她的小说《末世男女》进行巡展时，构思了一种远程机器人书写技术的概念，也就是后来的长笔（LongPen），它可以使人在世界任何地方通过平板电脑和互联网远程书写墨水，从而使她能够在不亲自在场的情况下进行图书巡展。她迅速成立了一家公司，即Unotchit公司，以开发、生产和销售这项技术。到2011年，该公司将其市场重点转向商业和法律交易，并在LongPen技术的基础上生产一系列产品，用于各种远程书写应用。2013年，该公司将自己更名为Syngrafii公司。2021年，它以云为基础，提供电子签名技术。截至2021年5月，阿特伍德仍然是Syngrafii公司的联合创始人和董事，并持有与LongPen和相关技术有关的各种专利。

## 主题及文化背景

### 加拿大身份认同理论
阿特伍德对加拿大身份理论化的贡献在加拿大和国际上都得到了关注。她的主要文学批评作品《生存：加拿大文学主题指南》被认为有些过时，但仍然是国际上加拿大研究项目中对加拿大文学的标准介绍。然而作家和学者约瑟夫·皮瓦托批评阿南西出版社继续重印《生存》是对加拿大文学学生的一种狭隘伤害。
在《生存》中，阿特伍德认为，加拿大文学，以及延伸到加拿大的身份认同，是以生存的象征为特征的。这些位置代表了 "胜利者/受害者"关系中受害者的自我意识和自我实现的尺度。这些场景中的 "胜利者"可能是其他人类、自然、荒野或其他压迫受害者的外部和内部因素。阿特伍德的《生存》带有诺思洛普·弗莱驻军心态理论的影响；阿特伍德将弗莱关于加拿大渴望与外界影响隔绝的概念作为分析加拿大文学的批评工具。根据她在《生存》等作品中的理论以及她在小说中对类似主题的探讨，阿特伍德认为加拿大文学是加拿大身份认同的表现。根据这些文学作品，加拿大人的身份被对自然的恐惧、定居者的历史和对社区的毫无疑问的坚持所定义。在1979年对苏格兰评论家比尔·芬德利的采访中，阿特伍德讨论了加拿大作家和写作与美国和英国的 "帝国文化"的关系。
阿特伍德对加拿大理论化的贡献并不限于她的非小说作品。她的几部作品，包括《苏珊娜·穆迪的日记》、《别名格蕾丝》、《盲刺客》和《浮现》，都是后现代文学理论家琳达·哈切恩所说的历史学元虚构的范例。在这些作品中，阿特伍德明确探讨了历史和叙述的关系以及创造历史的过程。
在她对加拿大文学的贡献中，阿特伍德是格里芬诗歌奖的创始理事，也是加拿大作家信托基金的创始人，这是一个旨在鼓励加拿大写作界的非营利文学组织。

### 女权主义
阿特伍德的作品一直受到女权主义文学评论家的关注，尽管阿特伍德有时不愿意给她的作品贴上女权主义的标签。从她的第一部小说《可以吃的女人》出版开始，阿特伍德断言，"我不认为这是女权主义，我只认为这是社会现实主义。"尽管她有时拒绝这个标签，但评论家们通过女权主义的视角分析了她作品中的性政治、神话和童话的使用以及性别关系。2017年，她澄清了她对女权主义标签的不适，她说："我总是想知道人们对女权主义这个词的理解。有些人的意思是相当消极的，有些人的意思是非常积极的，有些人的意思是广义的，有些人的意思是更具体的。因此，为了回答这个问题，你必须问对方是什么意思。"她在接受《卫报》采访时说："例如，一些女权主义者历来反对涂口红和让跨性别女性进入女厕所。这些都不是我同意的立场。"她向《爱尔兰时报》重复了这个立场。阿特伍德在接受企鹅图书的采访时说，她在写《使女的故事》时一直在思考的问题是："如果你要把妇女推回家里，剥夺她们自认为已经取得的所有成果，你会怎么做？"但她把这个问题与极权主义而不是女权主义联系起来。
2018年1月，阿特伍德为《环球邮报》撰写了评论 "我是个坏女权主义者吗？"这篇文章是为了回应社交媒体的反击，因为阿特伍德在2016年的请愿书上签名，要求对被学生指控性骚扰和性侵犯的英属哥伦比亚大学前教授史蒂芬·加洛韦的解雇进行独立调查。虽然女权主义批评家谴责阿特伍德对加洛韦的支持，但阿特伍德声称她的签名是为了支持法律制度的正当程序。她因围绕#MeToo运动的评论而受到批评，称其为一个 "破碎的法律体系的症状"。

2018年，在Hulu改编的《使女的故事》与妇女权利组织Equality Now合作后，阿特伍德在他们的2018年Make Equality Reality Gala上受到表彰。她在获奖致辞中说：
当然，我不是一个真正的活动家，我只是一个没有工作的作家，经常被要求就那些有工作的人如果自己发言会被解雇的话题发言。然而，Equality Now的你们是真正的活动家。我希望人们今天就给Equality Now很多很多的钱，这样他们就可以编写平等的法律，制定平等的法律，并确保平等的法律得到实施。这样，到时候，所有的女孩都能在成长过程中相信，没有什么渠道会因为她们是女孩而被关闭。
2019年，阿特伍德与Equality Now组织合作发行了《证言》。

### 科幻与推想小说
阿特伍德抵制《使女的故事》和《末世男女》是科幻小说的说法，在2003年向《卫报》提出，它们反而是推想小说。"科幻小说有怪物和飞船；投机小说可能真的会发生"她告诉每月图书俱乐部。"《末世男女》是一部推想小说，而不是科幻小说。它不包含星系间的太空旅行，没有传送，也没有火星人。"在BBC早餐会上，她解释说科幻小说与她自己写的东西相反，是 "在外太空说话的鱿鱼"。后面这句话尤其让科幻小说的拥护者感到愤怒，在讨论她的写作时经常出现。
2005年，阿特伍德说她有时确实在写社会科幻小说，《使女的故事》和《末世男女》可以被定为社会科幻小说。她澄清了她对推想小说和科幻小说之间区别的意思，承认其他人可以交替使用这些术语。"对我来说，科幻小说的标签属于书中有我们还做不到的东西.....推想小说是指运用已经掌握的手段，发生在地球上的作品。" 她说，科幻小说的叙述使作家有能力以现实小说无法做到的方式探索主题。
阿特伍德在2011年进一步澄清了她的术语定义，在回应与厄休拉·勒古恩的讨论时说。"勒古恩所说的'科幻小说'就是我所说的'推想小说'，她所说的'幻想'也包括我所说的'科幻小说'。"她还说，流派的边界越来越不稳定，所有形式的科幻都可以放在一个共同的大伞下。

### 动物保护
阿特伍德在她的作品中多次对人类与动物的关系进行观察。阿特伍德在《末世男女》中创造的反乌托邦有很大一部分是基于对动物和人类的基因改造，从而产生了诸如pigoons、rakunks、wolvogs和Crakers等混血儿，它们的作用是提出关于科学和技术的限制和伦理的问题，以及关于作为人类的意义的问题。
阿特伍德是一个鱼素主义者。在2009年的一次采访中，她说："我不应该用素食这个词，因为我允许自己吃腹足类动物、甲壳类动物和偶尔的鱼。但没有带皮毛或羽毛的东西"。

### 政治参与
阿特伍德在一次采访中表示，她认为自己是历史意义上的红色保守党人，她说："保守党人认为当权者对社会有责任，金钱不应该成为衡量一切的标准。"阿特伍德还在Twitter上表示，她是一个君主主义者。 在2008年的联邦选举中，她参加了魁北克分离主义政党魁人政团的集会，因为她支持他们对艺术的立场，并表示如果她住在魁北克，在魁人政团和保守党之间做出选择，她会投票给该前者。 在《环球邮报》的一篇社论中，她敦促加拿大人投票给保守党以外的任何其他政党，以防止他们获得多数。
阿特伍德对环境问题有着强烈的看法，她和丈夫格雷姆·吉布森是国际鸟盟内部珍稀鸟类俱乐部的联合荣誉主席。阿特伍德在安大略省萨德伯里的劳伦森大学举行的晚宴上庆祝她的70岁生日。她表示，她之所以选择参加这个活动，是因为这个城市一直是加拿大最雄心勃勃的环境开垦计划的所在地。"当人们问及（环境）是否有希望时，我说，如果萨德伯里可以做到，你们也可以。它曾经是荒凉的象征，现在已经成为希望的象征。"阿特伍德曾是加拿大作家联盟的主席，并帮助创建了国际笔会的加拿大英语分会，该组织最初是为了释放被政治监禁的作家。她在20世纪80年代中期担任加拿大笔会主席一职，是2017年美国笔会中心终身成就奖的获得者。尽管加沙学生呼吁抵制，阿特伍德还是访问了以色列，并于2010年5月在特拉维夫大学与印度作家阿米塔夫·戈什一起接受了100万美元的丹·大卫奖。阿特伍德评论说："我们不做文化抵制。"
在她的反乌托邦小说《使女的故事》中，所有的发展都发生在美国的波士顿附近，现在被称为吉利德，而加拿大则被描绘成唯一的逃生希望。在一些人看来，这反映了她作为 "20世纪60年代和70年代加拿大反美主义先锋 "的地位。批评者将被虐待的女仆视为加拿大。在1987年关于加拿大和美国之间自由贸易协定的辩论中，阿特伍德公开反对该协议，并写了一篇文章反对该协议。她说，2016年美国总统选举导致《使女的故事》的销量增加。亚马逊报告说，《使女的故事》是2017年阅读量最高的书。

## 獲獎與榮譽
瑪格麗特·愛特伍獲許多機構頒發獎項及榮譽，包含：索邦神學院、愛爾蘭國立大學戈爾韋分校、牛津大學以及劍橋大學。

### 獲獎
- 加拿大總督獎，1966年、1985年[89]
- 加拿大同伴勳章，1981年[90]
- 古根海姆獎，1981年[91]
- 洛杉磯時報圖書獎（英语：Los Angeles Times Fiction Award），1986年[92]
- 美國人道主義者協會（英语：American Humanist Association）年度人道主義獎，1987年 [93]
- 星雲獎，1986年
- 普羅米修斯獎（英语：Arthur C. Clarke Award for best Science Fiction），1987年[94][95]
- 亞瑟·克拉克獎，1987年[96]
- 美國文理科學院外籍榮譽院士，1988年[97]
- 加拿大圖書銷售商協會年度作家，1989年
- 多倫多亞美尼亞社區中心傑出加拿大公民獎，1989年[98]
- 安大略勳章（英语：Order of Ontario），1990年[99]
- 安大略省三瓣花圖書獎（英语：Trillium Book Award），1991年、 1993年、 1995年[100]
- 法國文化部藝術與文學騎士勳章，1994年[101]
- 赫爾默里奇獎（英语：Helmerich Award），1999年[102]
- 布克獎，2000年、2019年[103]
- 肯永評論文學成就獎，2007年[104]

## 作品

### 小說
- 可以吃的女人（1969年）
- 浮現（1972年）
- 女祭司（1976年）
- Life Before Man（1979年，入圍1979年加拿大總督獎決選）
- Bodily Harm（1981年）
- 使女的故事（1985年，獲1987年亞瑟·克拉克獎、1985年加拿大總督獎、入圍1986年曼布克獎決選）
- 貓眼（1988年，入圍1988年加拿大總督獎以及1989年曼布克獎決選）
- 強盜新娘（1993年，入圍1994年加拿大總督獎決選、小詹姆斯·提普奇獎初審）
- 雙面葛蕾斯（1996年，獲1996年吉勒獎、入圍1996年加拿大總督獎以及曼布克獎決選、1997年百利女性小說獎初審）
- 盲眼刺客（2000年，獲2000年曼布克獎、入圍2000年加拿大總督獎決選、2001年百利女性小說獎初審）
- 末世男女（2003年，入圍1996年加拿大總督獎以及曼布克獎決選、2004年百利女性小說獎初審）
- 潘妮洛普（2005年，獲2005年創神獎成人文學獎提名、入圍2005年都柏林文學獎）
- 洪荒年代（2009年，入圍2011年都柏林文學獎）
- 瘋狂亞當（2013年，獲2013年Goodreads網站最佳科幻小說票選）
- 最后死亡的是心脏（2015年）
- 血巫孽種（2016年）
- 證詞（2019年，共享2019年曼布克獎）

### 詩集
- Double Persephone (1961)
- The Circle Game (1964) - winner of the 1966 Governor General's Award
- Expeditions (1965)
- Speeches for Doctor Frankenstein (1966)
- The Animals in That Country (1968)
- The Journals of Susanna Moodie (1970)
- Procedures for Underground (1970)
- Power Politics (1971)
- You Are Happy (1974)
- Selected Poems (1976)
- Two-Headed Poems (1978)
- True Stories (1981)
- Love songs of a Terminator (1983)
- Interlunar (1984)
- Morning in the Burned House (1996)
- "The Moment" from Morning in Burned House, online at CBC Words at Large （页面存档备份，存于）
- Eating Fire: Selected Poems, 1965-1995 (1998)
- The Door (2007)

### 短篇小說集
- Dancing Girls (1977) - winner of the St. Lawrence Award for Fiction and the award of The Periodical Distributors of Canada for Short Fiction
- Murder in the Dark (1983)
- Bluebeard's Egg (1983)
- Through the One-Way Mirror (1986)
- Wilderness Tips (1991) -  finalist for the 1991 Governor General's Award
- Good Bones (1992)
- Good Bones and Simple Murders (1994)
- Moral Disorder (2006)
- Stone Mattress (2014)
- Old Babes in the Wood (2023)

### 选集编辑
- The New Oxford Book of Canadian Verse (1982)
- The Canlit Foodbook: From Pen to palate - A Collection of Tasty Literary Fare (1987)
- The Oxford Book of Canadian Short Stories in English (1988)
- The Best American Short Stories 1989 (1989) (with Shannon Ravenel)
- The New Oxford Book of Canadian Short Stories in English (1995)

### 其他短篇故事
- Death by Landscape
- Rape Fantasies (1977)
- Unearthing Suite (1983)
- When it Happens (1983)
- Freeforall (1986)
- Homelanding (1989)
- Daphne and Laura and So Forth (1995)
- Half-Hanged Mary (1995)
- The Labrador Fiasco (1996)
- Shopping (1998)
- Bread
- Happy Endings

### 童書
- Up in the Tree (1978)
- Anna's Pet (1980) with Joyce C. Barkhouse
- For the Birds (1990) (with Shelly Tanaka)
- Princess Prunella and the Purple Peanut (1995)
- Rude Ramsay and the Roaring Radishes (2003)
- Bashful Bob and Doleful Dorinda (2006)

### 非小說
- Survival: A Thematic Guide to Canadian Literature (1972)
- Days of the Rebels 1815-1840 (1977)
- Second Words: Selected Critical Prose (1982)
- Strange Things: The Malevolent North in Canadian Literature (1995)
- Negotiating with the Dead: A Writer on Writing (2002)
- Moving Targets: Writing with Intent, 1982-2004 (2004)
- Writing with Intent: Essays, Reviews, Personal Prose--1983-2005 (2005)

### 繪畫
- Kanadian Kultchur Komix featuring "Survivalwoman" in This Magazine under the pseudonym, Bart Gerrard 1975-1980
- Others appear on her website.

## 家庭

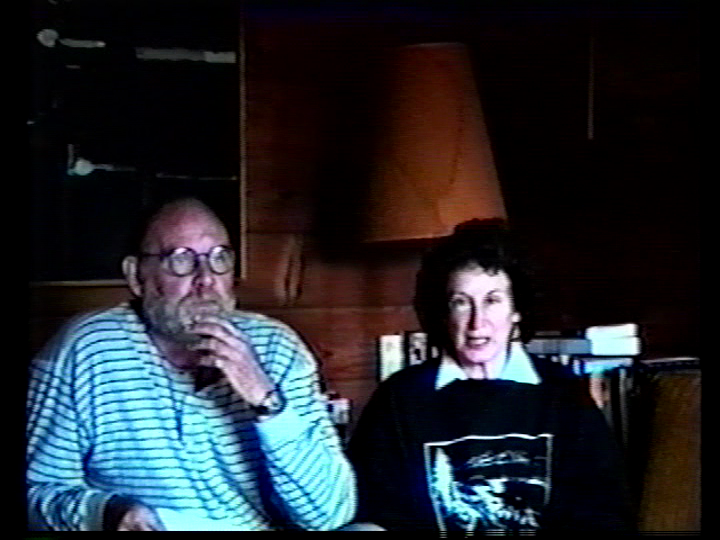
玛格丽特·阿特伍德和格雷姆·吉布森拍摄电视公益广告，为博德加山脊保护运动筹款，1993年。

阿特伍德于1968年与美国作家吉姆·波尔克结婚，但在1973年离婚。不久之后，她与同为小说家的格雷姆·吉布森建立了关系，并搬到安大略省艾利斯顿附近的一个农场，他们的女儿埃莉诺·杰斯·阿特伍德·吉布森于1976年在那里出生。
1980年，他们一家回到了多伦多。阿特伍德和吉布森一直在一起，直到2019年9月18日，吉布森因患痴呆症而去世。 她在2020年发表在《卫报》上的诗歌《亲爱的》和一篇关于悲伤和诗歌的随笔中写到了吉布森。阿特伍德谈到吉布森时说："他不是一个自我主义者，所以他没有受到我所做事情的威胁。他在生命的最后时刻对我们的女儿说，'如果你妈妈没有遇到我，她还是会成为一名作家，但她不会有那么多的乐趣'"。
虽然她是一个有成就的作家，但阿特伍德说她是一个 "糟糕的拼写者"，她既用电脑写，也用手写。

## 社会活动
2018年，她签署了美国笔会中心为乌克兰导演奥列格·森索夫辩护的呼吁书，他是被俄罗斯关押的一名政治犯。
2020年7月，阿特伍德是 "哈珀信"（又称 "关于正义和公开辩论的信"）的153名签名者之一，该信对 "作为自由社会命脉的信息和思想的自由交流每天都在变得更加受限"表示关切。
2022年2月24日，在俄罗斯入侵乌克兰时，阿特伍德简短地报道了乌克兰的战争，并在推特上发布了国家援助基金的链接。 她持续在社交网络上发布有关乌克兰战争的信息。2022年11月14日俄罗斯外交部宣布制裁100名加拿大公民，包括阿特伍德、金·凯瑞、史蒂夫·班德拉等知名人士。

## 相關書籍、論述
繁體：
- 曾信閔/撰，〈《化名葛蕾絲》中的生存論述與情感移轉/反移轉〉，國立中興大學外國語文學研究所，2006年。>__^
- 呂逸勤/撰，〈《使女的故事》中的壓迫與反抗〉，國立台灣大學外國語文學研究所，2007年。

簡體：
- 袁霞/撰，《生态批评视野中的玛格丽特·阿特伍德》，学林出版社，2010年。

## 外部連結
- 官方网站
- Margaret Atwood Society official website （页面存档备份，存于）
- Margaret Atwood在互联网电影资料库（IMDb）上的資料（英文）
- 網路推理小說資料庫上的Margaret Atwood
- Profile of Margaret Atwood （页面存档备份，存于） by The Guardian
- Interview of Margaret Atwood （页面存档备份，存于） by The Forum on BBC World Service